# Robert Aderholt

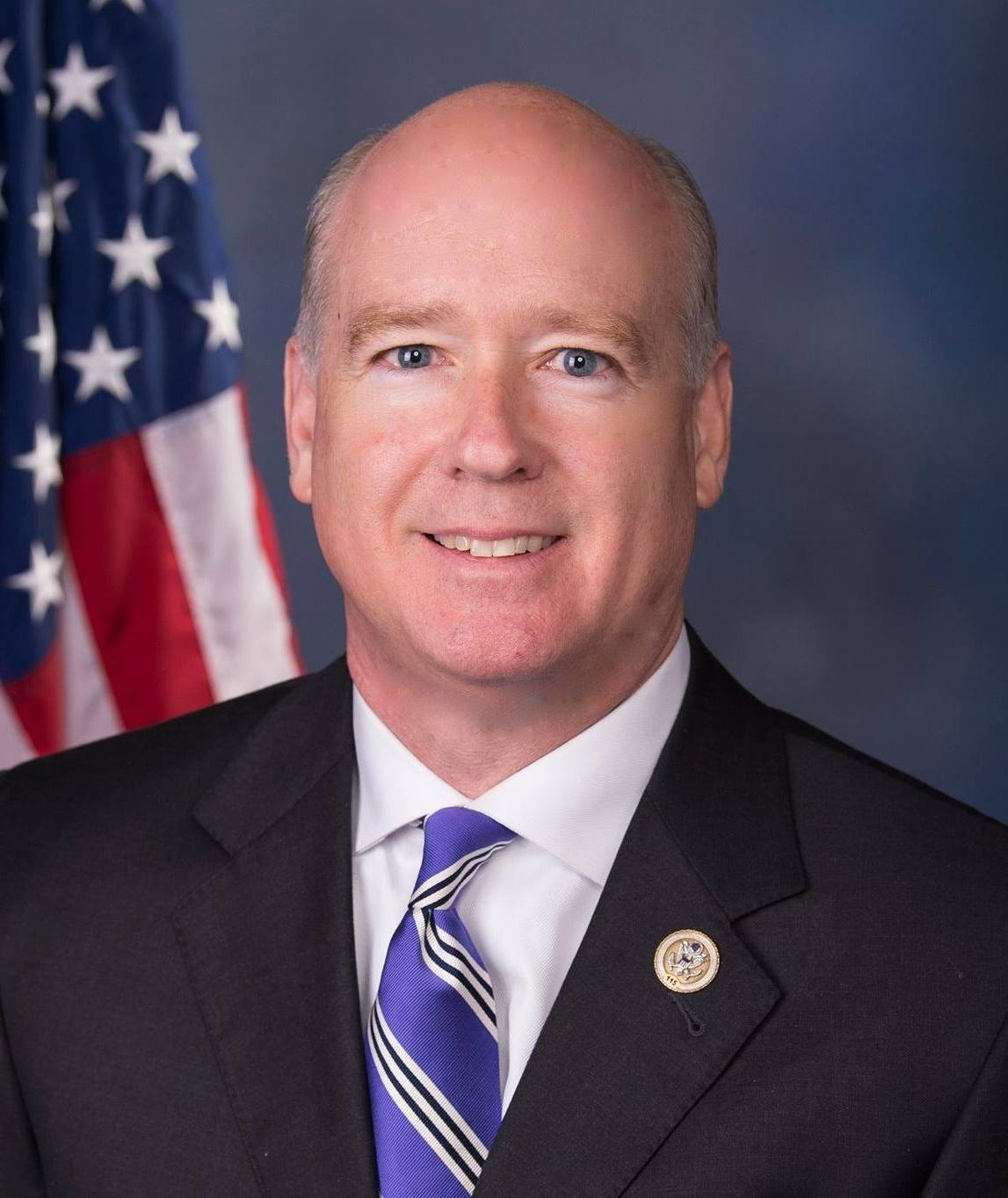
Robert Aderholt juli 2018.

Robert Brown Aderholt, född 22 juli 1965 i Haleyville, Alabama, är en amerikansk republikansk politiker.
Aderholt representerar delstaten Alabamas fjärde distrikt i USA:s representanthus sedan 1997.

## Studier och jobb
Aderholt avlade 1987 sin grundexamen vid Birmingham Southern College och 1990 juristexamen vid Samford University. Han arbetade som domare i Haleyville 1992-1995. Han var medarbetare åt guvernören i Alabama Fob James 1995-1996. Kongressledamoten Tom Bevill kandiderade inte till omval i kongressvalet 1996. Han efterträddes av Aderholt i januari 1997.

## Personligt
Aderholt har bytt kyrka från Kongregationalistkyrkan till Förenade Metodistkyrkan. Han och hustrun Caroline har två barn.